# Fußball-Weltmeisterschaft 1954/Ungarn
Dieser Artikel behandelt die ungarische Nationalmannschaft bei der Fußball-Weltmeisterschaft 1954.

## Qualifikation
Ungarn wurde gemeinsam mit Polen in die Qualifikationsgruppe 7 gelost. Durch den Verzicht Polens qualifizierte sich die ungarische Mannschaft, ohne ein Qualifikationsspiel bestritten zu haben.

## Ungarisches Aufgebot
| Nummer / Name | Nummer / Name    | Damaliger Verein          | Geburtstag | Sp.      | Tore     | Rot      |
| Torhüter      | Torhüter         | Torhüter                  | Torhüter   | Torhüter | Torhüter | Torhüter |
| ------------- | ---------------- | ------------------------- | ---------- | -------- | -------- | -------- |
| 21            | Sándor Gellér    | MTK Budapest              | 12.07.1925 | 0        | 0        | 0        |
| 1             | Gyula Grosics    | Kispest – Honvéd Budapest | 04.02.1926 | 5        | 0        | 0        |
| 22            | Géza Gulyás      | Ferencváros Budapest      | 05.06.1931 | 0        | 0        | 0        |
| Abwehr        |                  |                           |            |          |          |          |
| 2             | Jenő Buzánszky   | Dorogi Bányász            | 04.05.1925 | 5        | 0        | 0        |
| 12            | Béla Kárpáti     | FC ETO Győr               | 30.09.1929 | 0        | 0        | 0        |
| 4             | Mihály Lantos    | MTK Budapest              | 29.09.1928 | 5        | 2        | 0        |
| 3             | Gyula Lóránt     | Kispest – Honvéd Budapest | 06.02.1923 | 5        | 0        | 0        |
| 13            | Pál Várhidi      | Újpest Budapest           | 06.11.1931 | 0        | 0        | 0        |
| Mittelfeld    |                  |                           |            |          |          |          |
| 5             | József Bozsik    | Kispest – Honvéd Budapest | 28.11.1925 | 5        | 0        | 1        |
| 14            | Imre Kovács      | MTK Budapest              | 26.11.1921 | 0        | 0        | 0        |
| 15            | Ferenc Szojka    | Salgótarjáni BTC          | 07.04.1931 | 1        | 0        | 0        |
| 6             | József Zakariás  | MTK Budapest              | 25.03.1924 | 4        | 0        | 0        |
| Sturm         |                  |                           |            |          |          |          |
| 16            | László Budai     | Kispest – Honvéd Budapest | 19.07.1928 | 2        | 0        | 0        |
| 18            | Lajos Csordás    | Vasas Budapest            | 06.10.1932 | 0        | 0        | 0        |
| 11            | Zoltán Czibor    | Kispest – Honvéd Budapest | 23.08.1929 | 5        | 3        | 0        |
| 9             | Nándor Hidegkuti | MTK Budapest              | 03.03.1922 | 4        | 4        | 0        |
| 8             | Sándor Kocsis    | Kispest – Honvéd Budapest | 23.09.1929 | 5        | 11       | 0        |
| 17            | Ferenc Machos    | Kispest – Honvéd Budapest | 30.06.1932 | 0        | 0        | 0        |
| 19            | Péter Palotás    | MTK Budapest              | 27.06.1929 | 2        | 2        | 0        |
| 10            | Ferenc Puskás    | Kispest – Honvéd Budapest | 02.04.1927 | 3        | 4        | 0        |
| 7             | József Tóth      | Csepel SC Budapest        | 16.05.1929 | 2        | 1        | 0        |
| 20            | Mihály Tóth      | Újpest Budapest           | 14.09.1926 | 2        | 0        | 0        |
| Trainer       |                  |                           |            |          |          |          |
|               | Gusztáv Sebes    |                           | 22.01.1906 |          |          |          |

## Spiele der ungarischen Mannschaft

### Vorrunde
Ungarn musste in der Qualifikation für ihre dritte WM-Teilnahme – 1934 war das Turnier bereits nach dem Viertelfinale zu Ende und 1938 wurden sie Vizeweltmeister, – gegen Polen antreten. Da der einzige Gruppengegner verzichtete, war Ungarn als zweite Mannschaft überhaupt nach Gastgeber Schweiz für die Endrunde qualifiziert. Dort waren in der Gruppenphase die Mannschaften aus der Bundesrepublik Deutschland, der Türkei und aus Südkorea die Gegner der Magyaren, die damals als weltbestes Team galten. Im ersten Spiel gegen Südkorea lief es wie gewünscht. Bereits zur Halbzeit stand es nach Toren von Ferenc Puskás (11. Minute), Mihály Lantos (16. Minute) und zwei Mal Sándor Kocsis (24. und 31. Minute) 4:0. In diesem Tempo ging es auch weiter. Wiederum Sándor Kocsis erhöhte in der 50. Minute auf 5:0. Zoltán Czibor machte in Minute 60 das halbe Dutzend voll. Des Weiteren trug sich in diesem Spiel Peter Palotas in die Torliste ein. Er erzielte das 7:0 (76. Minute) und das 8:0 (83. Minute). Der Schlusspunkt war dem Kapitän vorbehalten. Puskás bereitete mit dem 9:0 in der 90. Minute dem Scheibenschießen ein Ende. Mit diesem 9:0 hielt Ungarn 28 Jahre lang einen Rekord, nämlich den des höchsten WM-Sieges. Diese Marke überbot nur die eigene Nationalmannschaft beim Weltturnier in Spanien 1982, als sie in Elche El Salvador 10:1 deklassierten. Das zweite Gruppenspiel stand gegen die Bundesrepublik Deutschland an. Auch nichts, wo man sich Sorgen machen müsste, wenn man den Worten von Ungarns Trainer Gusztáv Sebes Glauben schenken wollte, der als Gast bei einem deutschen Qualifikationsspiel dabei war und meinte, dass die Deutschen seine Mannschaft nicht gefährden könnten". Durch Kocsis (3. Minute), Puskás (18. Minute) und nochmal Kocsis (20. Minute) stand es schon nach 20 Minuten 3:0 für die Magyaren. Noch vor der Halbzeit konnte Alfred Pfaff auf 1:3 verkürzen. Nach der Halbzeit erhöhte Nándor Hidegkuti mit zwei Toren auf 5:1 (52. Minute, 56. Minute). Zehn Minuten darauf gelang seinem Mannschaftskameraden József Tóth das 6:1 (67. Minute). Helmut Rahn (77. Minute) und Richard Herrmann (81. Minute) für Deutschland sowie J. Toth (73. Minute) und Kocsis (78. Minute) für Ungarn stellten das Endresultat von 8:3 her. Damit war Ungarn Gruppenerster. Doch dieses Spiel hatte auch Folgen für Ungarn. Die teilweise überhart agierenden Deutschen verletzten in Person von Vorstopper Werner Liebrich den ungarischen Kapitän Ferenc Puskás so sehr, dass dieser einige Spiele pausieren musste und auch zum späteren Endspiel nicht topfit war.
- Ungarn – Südkorea 9:0 – Tore: 1:0 Puskas (11. Min.), 2:0 Lantos (16. Min.), 3:0 Kocsis (24. Min.), 4:0 Kocsis (31. Min.), 5:0 Kocsis (50. Min.), 6:0 Czibor (60. Min.), 7:0 Palotas (76. Min.), 8:0 Palotas (83. Min.), 9:0 Puskas (90. Min.)
- Ungarn – Deutschland 8:3 – Tore: 1:0 Kocsis (3. Min.), 2:0 Puskas (18. Min.), 3:0 Kocsis (20. Min.), 3:1 Pfaff (28. Min.), 4:1 Hidegkuti (52. Min.), 5:1 Hidegkuti (56. Min.), 6:1 Kocsis (67. Min.), 7:1 Jozsef Toth (73. Min.), 7:2 Rahn (77. Min.), 8:2 Kocsis (78. Min.), 8:3 Herrmann (81. Min.)

### Viertelfinale
Ungarn hatte die Vorrunde als Gruppenerster beendet und traf deshalb nun im Viertelfinale auf Brasilien, das in der ersten Runde Zweiter hinter Jugoslawien geworden war. Die Seleção war bisher als einzige Mannschaft bei allen Fußball-Weltmeisterschaften dabei gewesen und wollte nach dem verlorenen Endspiel bei der Heim-WM 1950 bei ihrer fünften Teilnahme endlich den ersten Titel erringen. Nach vier Minuten brachte Mittelstürmer Hidegkuti die Ungarn, die trotz der spielerischen Klasse der Brasilianer als Favorit galten, in Führung. Drei Minuten später erhöhte Kocsis auf 2:0. In der 18. Spielminute entschied Schiedsrichter Arthur Ellis aus England auf Strafstoß, nachdem der brasilianische Stürmer Índio gefoult worden war. Diesen Elfmeter verwandelte Djalma Santos zum 1:2-Anschlusstreffer für Brasilien. So blieb es dann bis zum Pausenpfiff. In der zweiten Halbzeit geschah lange Zeit wenig, ehe in der 60. Minute erneut ein Pfiff nach einem Zweikampf im Strafraum ertönte. Mihály Lantos behielt die Nerven und traf zum 3:1 für die Magyaren. Nur fünf Minuten später brachte Julinho die Brasilianer wieder ins Spiel und erzielte das 2:3. In Minute 71 fühlte sich Ungarns Bozsik ungerecht behandelt, nachdem er von Nílton Santos aus Brasilien umgestoßen worden war und der Schiedsrichter nicht gepfiffen hatte. Bozsik ging Santos an, beide lieferten sich ein Handgemenge und wurden schließlich von Ellis des Platzes verwiesen. Acht Minuten später schlug der brasilianische Stürmer Humberto seinem ungarischen Gegenspieler Czibor ins Gesicht und wurde daraufhin als dritter Spieler des Feldes verwiesen. Den Schlusspunkt setzte Kocsis mit dem 4:2 in der 88. Minute. Nach dem Schlusspfiff gingen die Handgreiflichkeiten weiter, nachdem die Brasilianer die Ungarn in ihren Umkleiden attackierten. Es flogen Flaschen und Schuhe und die Spieler verprügelten einander. Mindestens ein ungarischer Spieler war nach Ende der Auseinandersetzungen bewusstlos, Trainer Sébes musste mit Stichen genäht werden, nachdem er durch eine Flasche verletzt worden war.
- Ungarn – Brasilien 4:2 – Tore: 1:0 Hidegkuti (4. Min.), 2:0 Kocsis (7. Min.), 2:1 Djalma Santos (18. Min. per Foulelfmeter), 3:1 Lantos (53. Min. per Foulelfmeter), 3:2 Julinho (65. Min.), 4:2 Kocsis (90. Min.)

### Halbfinale
Im Halbfinale mussten die Ungarn die Hürde Uruguay nehmen. Der amtierende Weltmeister, der 1950 Brasilien vor 200.000 Zuschauern im riesigen Fußball-Tempel von Rio de Janeiro, dem Estádio Jornalista Mário Filho, der Welt aber meist unter seinem inoffiziellen Namen Maracanã ein Begriff, mit 2:1 besiegt und sich zum zweiten Mal nach 1930 zum Fußball-Weltmeister gekrönt hatte, belegte in der Gruppenphase hinter Österreich Rang 2 der Gruppe 3. Dabei hatte die Celeste, wie die Nationalmannschaft des kleinen Landes am Río de la Plata genannt wird, gegen die Tschechoslowakei 2:0 und gegen Schottland 7:0 gewonnen. Im Viertelfinale besiegten die Urus dann England mit 4:2. Die Ungarn waren seit fast vier Jahren ungeschlagen, doch Uruguay gelang beinahe die Überraschung. Zunächst jedoch ging Ungarn in der 13. Minute durch Zoltán Czibor in Führung. Die Führung konnte Nándor Hidegkuti nur wenige Sekunden nach dem Halbzeitpfiff auf 2:0 ausbauen. Jetzt ließen es die Magyaren darauf beruhen, ihre Führung zu verteidigen, was ihnen nicht wirklich gelang. Juan Hohberg erzielte eine Viertelstunde vor dem Ende der neunzig Minuten den Anschlusstreffer zum 2:1. Gute zehn Minuten danach stand es 2:2, nachdem erneut Hohberg für Uruguay getroffen hatte. Der Favorit musste also in die Verlängerung und wankte das erste Mal in diesem Spiel ernsthaft. Das Zittern ging bis zur 111. Minute weiter. In besagter Minute erzielte Sándor Kocsis eines seiner vielen Kopfballtore, wegen derer er auch „Goldköpfchen“ genannt wurde. Es war bereits sein zehntes Tor bei der Weltmeisterschaft 1954. Fünf Minuten später war der letzte Widerstand der Südamerikaner endgültig gebrochen, denn erneut Kocsis war zum 4:2 erfolgreich – sein 11. WM-Tor – und gleichzeitig sein Letztes.
- Ungarn – Uruguay 4:2 – Tore: 1:0 Czibor (13. Min.), 2:0 Hidegkuti (46. Min.), 2:1 Hohberg (75. Min.), 2:2 Hohberg (86. Min.), 3:2 Kocsis (111. Min.), 4:2 Kocsis (116. Min.)

### Finale
- Ungarn – Deutschland 2:3 – Tore: 1:0 Puskas (6. Min.), 2:0 Czibor (8. Min.), 2:1 Morlock (10. Min.). 2:2 Rahn (18. Min.), 2:3 Rahn (84. Min.)